# Rotsgors
De rotsgors (Emberiza godlewskii) is een zangvogel uit de familie van gorzen (Emberizidae).

## Verspreiding en leefgebied
Deze soort telt vijf ondersoorten:
- E. g. decolorata: noordwestelijk China.
- E. g. godlewskii: zuidelijk Siberië, Mongolië en noordelijk China.
- E. g. khamensis: van Tibet tot het zuidelijke deel van Centraal-China.
- E. g. yunnanensis: zuidelijk China.
- E. g. omissa: oostelijk China.